# Arcesilau el beoci
Arcesilau (grec antic: Ἀρκεσίλαος, Arkesílaos, llatí: Archesilaus) va ser un dels líders del contingent dels beocis que participà en la guerra de Troia. Era fill de Licos i Teobule. Figura al Catàleg de les naus de la Ilíada, on també s'explica que va ser mort en combat per Hèctor. El seu cos va ser portat després a Beòcia per Leitos.